# 高倉成男
高倉 成男（たかくら しげお、1951年7月5日 -）は、日本の官僚。特許庁審判部長、明治大学法科大学院客員教授。ウルグアイ・ラウンドにおけるTRIPS協定交渉の担当官やアジア太平洋経済協力 (APEC) 知的財産専門家会合議長等の豊富な国際交渉の経験を有する、知的財産権に関する国際問題の第一人者である。

## 略歴
- 1951年7月 - 大分県に生まれる
- 1976年3月 - 京都大学大学院工学研究科修士課程修了
- 1976年4月 - 特許庁入庁
- 1980年4月  - 特許庁審査官
- 1988年5月 - 在ジュネーブ日本政府代表部一等書記官
- 1995年7月 - 特許庁総務部国際課国際協力官
- 1995年-1997年 - アジア太平洋経済協力 (APEC) 知的財産専門家会合議長
- 1998年7月 - 京都大学大学院法学研究科客員教授
- 2002年4月 - 内閣府参事官
- 2003年7月 - 特許庁特許審査第一部調整課長
- 2004年 - 明治大学法科大学院特任教授
- 2004年7月 - 特許庁工業所有権研修所所長
- 2004年10月 - 独立行政法人工業所有権情報・研修館人材開発統括監
- 2005年10月 - 特許庁特許審査第四部長
- 2006年7月 - 特許庁審判部長
- 2009年4月 - 明治大学法科大学院教授

## 著書
- 『知的財産法制と国際政策』（2001年、有斐閣、ISBN 978-4641143081）
- 『21世紀における知的財産の展望』（2000年、雄松堂出版、ISBN 978-4841902709） - 共著、知的財産研究所編
- 『生物資源アクセス - バイオインダストリーとアジア』（2002年、東洋経済新報社、ISBN 978-4492780268） - 共著
- 『ホーンブック 知的財産法 I』 （2006年、北樹出版、ISBN 978-4779300400） - 共著